# Svatopluk Fučík
Svatopluk Fučík  (* 21. Oktober 1944 in Prag; † 18. Mai 1979 ebenda) war ein tschechischer Mathematiker  und Hochschullehrer.

## Laufbahn und Leistungen
Nach der Schulzeit in Königgrätz (tschechisch Hradec Králové) studierte Fučík in den Jahren 1962–1967 in Prag an der Naturwissenschaftlichen Fakultät der Karls-Universität, wo er unter der Anleitung von Jindřich Nečas im Jahre 1969 promovierte. Dort gehörte er bis zu seinem Tode der Abteilung für Analysis an. Im Jahre 1973 schrieb und verteidigte er seine Habilitationsschrift und wurde im Jahre 1977 zum Dozenten ernannt.
Sowohl als Hochschullehrer als auch als Wissenschaftler genoss Svatopluk Fučík einen ausgezeichneten Ruf. Er erbrachte vielbeachtete Leistungen vor allem auf zwei mathematischen Gebieten, nämlich auf dem Gebiet der Nichtlinearen Funktionalanalysis und auf dem Gebiet der Differentialgleichungen, wo er die Anwendung der direkten Methoden der Variationsrechnung beförderte.
Svatopluk Fučík verfasste als Autor oder Koautor mehr als 50 wissenschaftliche Originalarbeiten und fünf Fachbücher. Viel Beachtung erlangten insbesondere die (unter Beteiligung von Koautoren) verfasste Monographie Spectral Analysis of Nonlinear Operators (1973) sowie seine Monographie Solvability of Nonlinear Equations and Boundary Value Problems, die postum in 1980 erschien.